# 10581 Дженікголлан
10581 Дженікголлан (10581 Jeníkhollan) — астероїд головного поясу, відкритий 30 липня 1995 року.
Тіссеранів параметр щодо Юпітера — 3,210.